# 梁東 (唱片騎師)
梁東，男，香港電台唱片騎師。

## 簡歷
梁东曾於新城電台實習，後任職於香港電台第二台，主持節目包括《守下留情》及《思潮作動之四手亂彈》等。2010年9月1日，梁東於《四手亂彈》節目內播放樂隊my little airport諷刺特首曾蔭權的歌曲《Donald Tsang, please die》。數天後的9月6日，梁東接獲通知節目腰斬，電台以工作表現未如理想為由，即時終止其員工合約。2011年10月1日，梁氏跳槽商業電台出任助理創作主任。

## 曾主持節目
- 香港新城娛樂台
  - 聯fan所(與張紫櫻(車車)和科林共同主持)
  - 奉旨玩嘢(與張紫櫻(車車)共同主持)
- 香港電台
  - 《思潮作動之四手亂彈》
  - 《守下留情》

## 外部連結
- 香港電台第二台：梁東 （页面存档备份，存于）